# Ben Shapiro
Pour les articles homonymes, voir Shapiro.
Benjamin Aaron Shapiro, dit Ben Shapiro, né le 15 janvier 1984 à Los Angeles, est un journaliste, avocat et animateur de radio américain. Il est principalement connu du grand public pour sa participation à des débats et conférences universitaires où il défend des valeurs conservatrices, étant notamment affilié à la Young America's Foundation. Ses opinions conservatrices font de lui une personnalité influente parmi les sympathisants du Parti républicain.

## Biographie

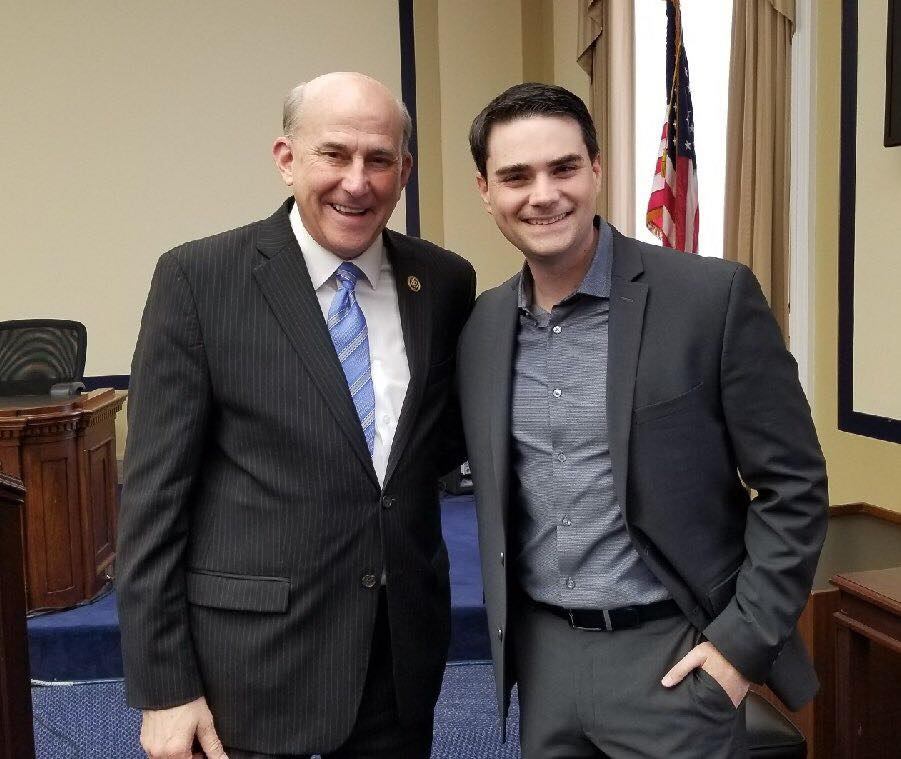
Ben Shapiro (droite) avec Louie Gohmert (gauche), en 2018.

Originaire et habitant de Los Angeles, il est diplômé de l'université de Californie à Los Angeles et de la faculté de droit de l'université Harvard. Il rédige au cours de sa carrière six livres, le premier quand il a 17 ans.
Rédacteur pour Breitbart News de 2012 à 2016, Ben Shapiro est l'un des fondateurs du site d'informations et d'opinions en ligne The Daily Wire (en). Après son lancement en 2015, il en est rédacteur en chef. Il présente notamment le Ben Shapiro Show, disponible sur le site. Il donne également des conférences dans près de 35 campus de 2016 à 2017.
En 2013, Shapiro co-fonde également le site TruthRevolt en partenariat avec le David Horowitz Freedom Center, visant à surveiller la véracité des informations publiées par les grands médias américains. Le site cesse ses activités en 2018.
Vivement en désaccord avec la ligne éditoriale de Breitbart News qu'il jugeait complaisante, notamment à propos de la campagne de Trump à la suite de l'agression d'une journaliste, il quitte la rédaction en mars 2016 sur fond de tensions, qualifiant Steve Bannon de « pire personne qu'il ait jamais rencontrée » et l'accusant de servir ses ambitions politiques personnelles avant toute chose.
Il est l'époux de Mor Shapiro (née Toledano) depuis 2007. Ils se sont rencontré grâce à Abigail, la sœur de Ben, qui était également l'amie de Mor.
Il se réclame du judaïsme orthodoxe et est coiffé d'une kippa lors de la plupart de ses interventions publiques.

## Prises de position

### Élection présidentielle de 2016
Aux élections présidentielles américaines de 2016, Shapiro soutient ouvertement Ted Cruz et s'oppose à la candidature de Donald Trump.
Pendant la présidence Trump il critique ce dernier qu'il ne considère pas comme un conservateur, mais plus comme un « démocrate centriste » ou un « ignorant » de la Constitution.

### Élections présidentielles de 2020
Le 4 novembre 2020, Shapiro dénonce le comportement de Donald Trump qui annonce sa victoire alors que certains États-charnières n'ont pas terminé le dépouillement des votes.

### Droite alternative
Ben Shapiro critique le mouvement de l'alt-right, disant que « c'est un mouvement poubelle composé d'idées poubelles. Ça n'a rien à voir avec le conservatisme traditionnel ».
En 2019, Shapiro attaque le journal The Economist pour l'avoir décrit comme un membre de l'alt-right. Le journal change rapidement l'article et le décrit comme un « conservateur radical ».

### Vaccin contre la Covid-19
Face à la Covid-19, Ben Shapiro affirme que les passeports sanitaires sont une atteinte à la liberté individuelle, faisant un parallèle avec le système de crédit social chinois.
En revanche, bien qu'il s'oppose au système « oppressif » mis en place contre la Covid, il promeut sa vaccination.

### Justice sociale
Ben Shapiro se dit très critique du concept de justice sociale et promeut un État minimal.

### Diplomatie
Il défend une vraie diplomatie néoconservatrice et se montre d'une grande hostilité à l'égard des pays musulmans, en particulier l'Iran.

## Polémiques
En 2010, Shapiro publie un tweet dans lequel il explique que « les Israéliens aiment construire. Les Arabes aiment bombarder de la merde et vivre dans des marais à ciel ouvert. Ce [la colonisation des territoires palestiniens] n'est pas un problème difficile, #vivelacolonisation ».
Outre ce tweet, Ben Shapiro est l'auteur de nombreux tweets arabophobes, islamophobes ainsi que colonialistes.

## Publications
- Brainwashed: How Universities Indoctrinate America's Youth  (ISBN 0-78526148-6), WND Books, 2004.
- Porn Generation: How Social Liberalism Is Corrupting Our Future  (ISBN 0-89526016-6), Regnery, 2005.
- Project President: Bad Hair and Botox on the Road to the White House  (ISBN 1-59555100-X), Thomas Nelson, 2008.
- Primetime Propaganda: The True Hollywood Story of How the Left Took Over Your TV  (ISBN 0-06209210-3), Harper Collins, 2011.
- Bullies: How the Left's Culture of Fear and Intimidation Silences America  (ISBN 1-47671001-5), Threshold Editions, 2013.
- The People vs. Barack Obama: The Criminal Case Against the Obama Administration  (ISBN 1-47676513-8), Threshold Editions, 2014.
- How to Debate Leftists and Destroy Them: 11 Rules for Winning the Argument, David Horowitz Freedom Center, 2014.
- What's Fair: And Other Short Stories, Revolution Books, 2015.
- True Allegiance  (ISBN 1-68261077-2), Post Hill Press, 2016.
- The Right Side of History: How Reason and Moral Purpose Made the West Great  (ISBN 9780062857903). Broadside Books: 2019.

## Citations originales
1. ↑  It is a garbage movement composed of garbage ideas. It has nothing to do with constitutional conservatism